# قلعه باکو

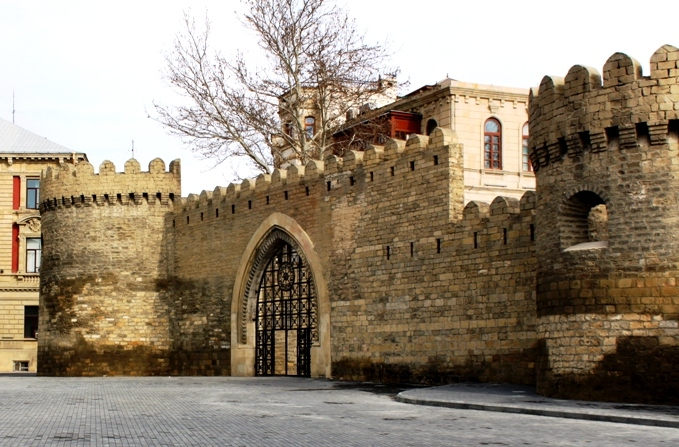
دیوار قلعه باکو

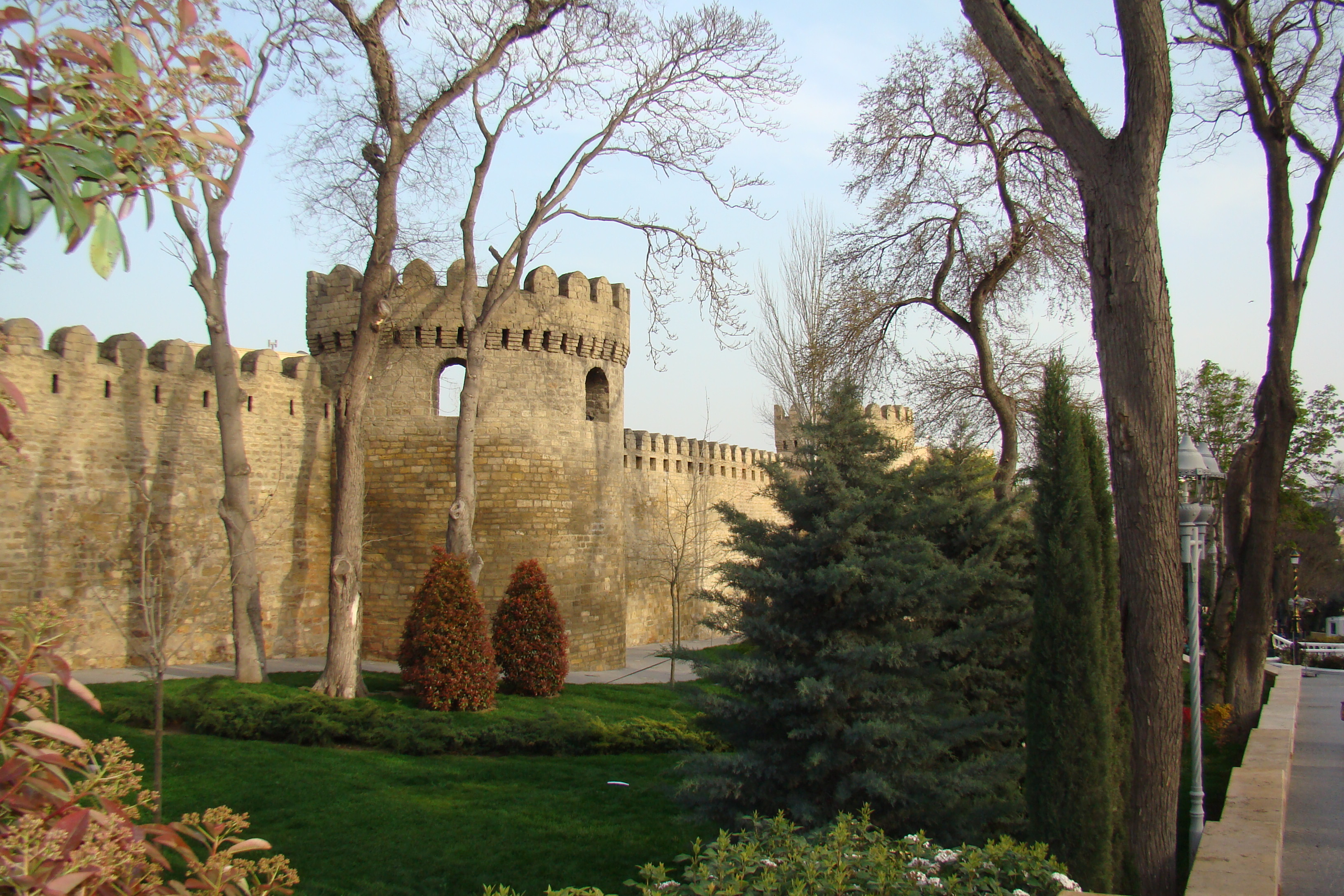
دیوار قلعه باکو

قلعه باکو (ترکی آذربایجانی: Bakı Qalası) بزرگ‌ترین و ممتازترین قلعه در میان قلعه‌های آبشوران می‌باشد. این قلعه، شهر قدیمی و دیوارها و قله‌های اطراف آن را دربرمی گیرد. این اثر معماری در سال ۲۰۰۰ در فهرست میراث جهانی یونسکو به ثبت رسیده‌است.

## تاریخ
با توجه به کتیبه ای نوشته شده به زبان عربی که در نتیجهٔ کاوش‌های باستان‌شناسی انجام شده در سمت شمالی قلعه در سال ۱۹۵۴، یافته شده‌است، معلوم می‌گردد که، دیوار قلعه باکو با دستور «شیروانشاه منوچهر سوم» (طول حکومت: ۱۱۲۰ الی ۱۱۴۹) فی‌مابین سال‌های ۱۱۳۸ تا ۱۱۳۹ احداث گشته‌است. در کتابه ای متعلق به قرن ۱۲ آمده‌است:
فرمان بنا شدن این دیوارهای قلعه از سوی «ملک معظم، دانشمند، عادل، پیروز، مجاهد، افتخار دین و دولت، پناه گاه اسلام و مسلمانان، بزرگترین خاقان، شیروانشاه کبیر ابوالهجا منوچهر بن» صادر گردیده‌است.
با دال بر تصویرهای گردشگران و عکس‌های متعلق به قرن ۱۹ می‌توان گفت که، قلعه عبارت از دیوار دوگانه بوده‌است. دیوار اول در دوران حکمروایی «منوچهر سوم» و دومی در دوران شروانشاه «اخستان یکم» بنا شده‌است.
دومین دیوارهای قلعه در عهد حکومت تزاری تخریب گشته‌است. اولین دیوارها تا کنون باقی مانده‌است. قلعه باکو دو در را دارا بوده‌است. یکی از آنها به طرف دریای خزر، دیگری به راه زمینی منتهی می‌شده‌است. دیوارهای شهر که دارای ارتفاع ۸–۱۲ متر و عرض ۳٫۵ متر بود، برای امنیت باکو فراهم شده بود. در قرون وسطی طول دیوارهای قلعه ۱۵۰۰ متر بوده و امروزه ۵۰۰ متر می‌باشد.
در قسمت شمالی قلعه برج دیده‌بانی اصلی یا برج مربعی شکل دژ وجود دارد. این دژ در ریشه‌شناسی ملت «زرادخانه» نامیده می‌شود. منحصر به فرد بودن زرادخانه در این نکته نهفته‌است که، علی‌رغم اینکه واحد دفاعی بود، سازندگان با بنا کردن آن در ردیف دیوارها به جای مرکز قلعه، دیوار را تقویت بخشیده‌اند.
باکو، در واقع شهر قدیمی به مراتب پایتخت دولت شروان‌شاهان بوده‌است. این قضیه برای اولین بار در سال ۱۱۹۱، هنگامی تحقق یافت که شروانشاه اخستان یکم پس از وقوع زمین لرزه مهیبی در شهر شاماخی دربار خود و پایتخت دولت را به باکو منتقل کرد. وی توجه ویژه ای به ساخت شهرها و قلعه‌ها داشت. بر اثر کوشش‌های وی، سامانه‌های پیچیده ساختارهای دفاعی ایجاد و باکو به شدت تقویت شد. همه اینها هنگام مقابله با ناوگان متشکل از دزدان دریایی روس نقش مهمی ایفا کرد و به شکست روس‌ها و نابودی کشتی‌های آنها انجامید. باکو برای دومین بار در حکومت «شروانشاه ابراهیم یکم» به عنوان پایتخت دولت شروانشاهان اعلام گردید.
«زلفکار خان» حاکم باکو دومین صف دیوارهای قلعه را در فاصله حدود ۱۰–۱۲ متر از استحکام‌های قبلی مابین سال‌های ۱۶۰۸ الی ۱۶۰۹ احداث نمود. برخی از مورخان معتقد اند که، خندقی میان دیوارها حفر شده بود، که با آب دریا پر می‌شد؛ ولی تا کنون در هیچ جایی چنین گونه قلعه‌ها یافته نشده‌است. این مکان موجود در میان دیوارها اصولاً جهت جابه جایی نیروهای دفاعی، هنگام محاصره مورد استفاده قرار می‌گرفته‌است. خندق در روبروی دیوار بیرونی قلعه حفر شده بود و خندقی در میان دیوارها ممکن بود وجود داشته باشد که، با مواد قابل اشتعال پر می‌شد.
در اوایل قرن ۲۰، در سال ۱۸۶۸ فرماندار نظامی باکو جهت نوسازی شهر و لغو آن به عنوان استحکام دفاعی نظامی به گروه نظامی قفقاز مراجعه نمود تا دیوارهای قلعه تخریب گردد. بر اساس این مراجعه، در سال ۱۸۷۰، دیوار دوم بیرونی قلعه تخریب گشت. این مسئله دوباره در اجلاس «دوما» در سال ۱۸۸۶ مطرح و تصمیم‌گیری شد که، در موسوم به «دروازه زلفوغار خان» که، در دیوار دوم تخریب شده قلعه موجود بود، در کنار دروازه «شاه عباس» واقع در دیوار اول قلعه نصب گردد.

## دیوار قلعه باکو در هنر

### در فیلم‌ها
- فیلم مستند قلعه باکو: سال تولید: ۱۹۶۵
- فیلم مستند قلعه باکو: سال تولید: ۱۹۶۹
- فیلم مستند قلعه باکو: سال تولید: ۱۹۷۳

## در هنرهای تجسمی
بسیاری از نقاشان بنام شهر قدیمی را در آثار خود به تصویر درآورده اند. آثار باستانی و خیابان‌های شهر قدیمی را می‌توان در آثار «انگلبرت کمپفر»، «آلکسی بوگولیوبوف»، «گرگوری گاگارین»، «واسیلی ورشچگین»، «آلکساندر کوپرین»، «عظیم عظیم‌زاده»، «طاهر سالاخوف» و غیره… دید.
چنین برآورد می‌شود که، نقاشی که برای اولین بار تصویر باکو را منقوش نموده‌است، مصور و جهانگرد سوئدی «انگلبرت کمپفر» بوده‌است. در اثر وی باکو با خانه‌های دارا بام مسطح و در داخل دیوارهای قلعه ای که، تا عمق دریا کشیده می‌شود، تصویرگری گردیده‌است.

### در آثار هنری

در آثار هنری
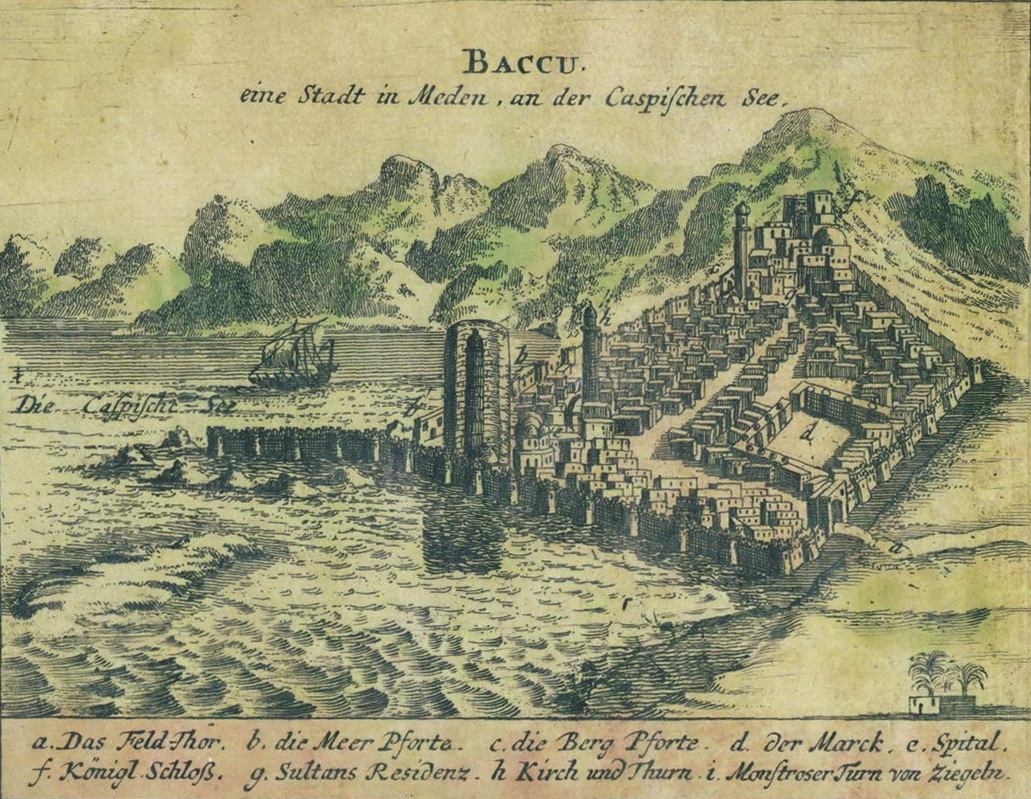
Engelbert Kaempfer - Baku, year of 1630
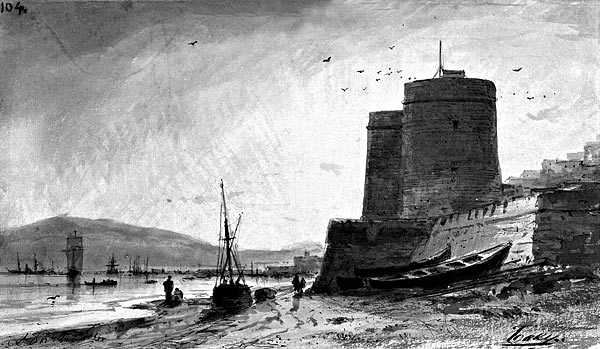
A.Bogolyubov - Baku, 1861
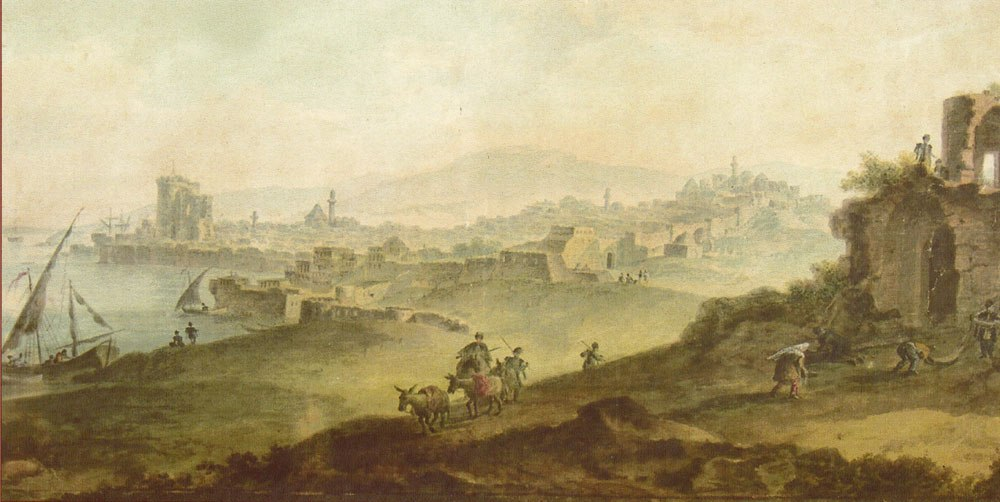
Q. Sergeyev - Baku, 1796
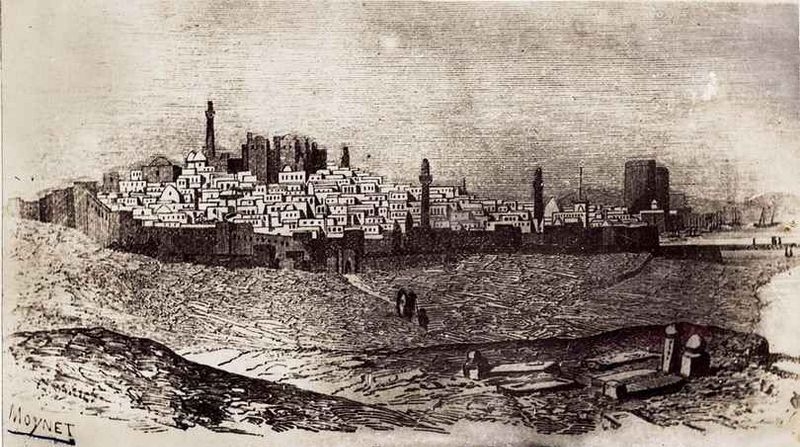
Jan Pyer Mone - Baku, 1830
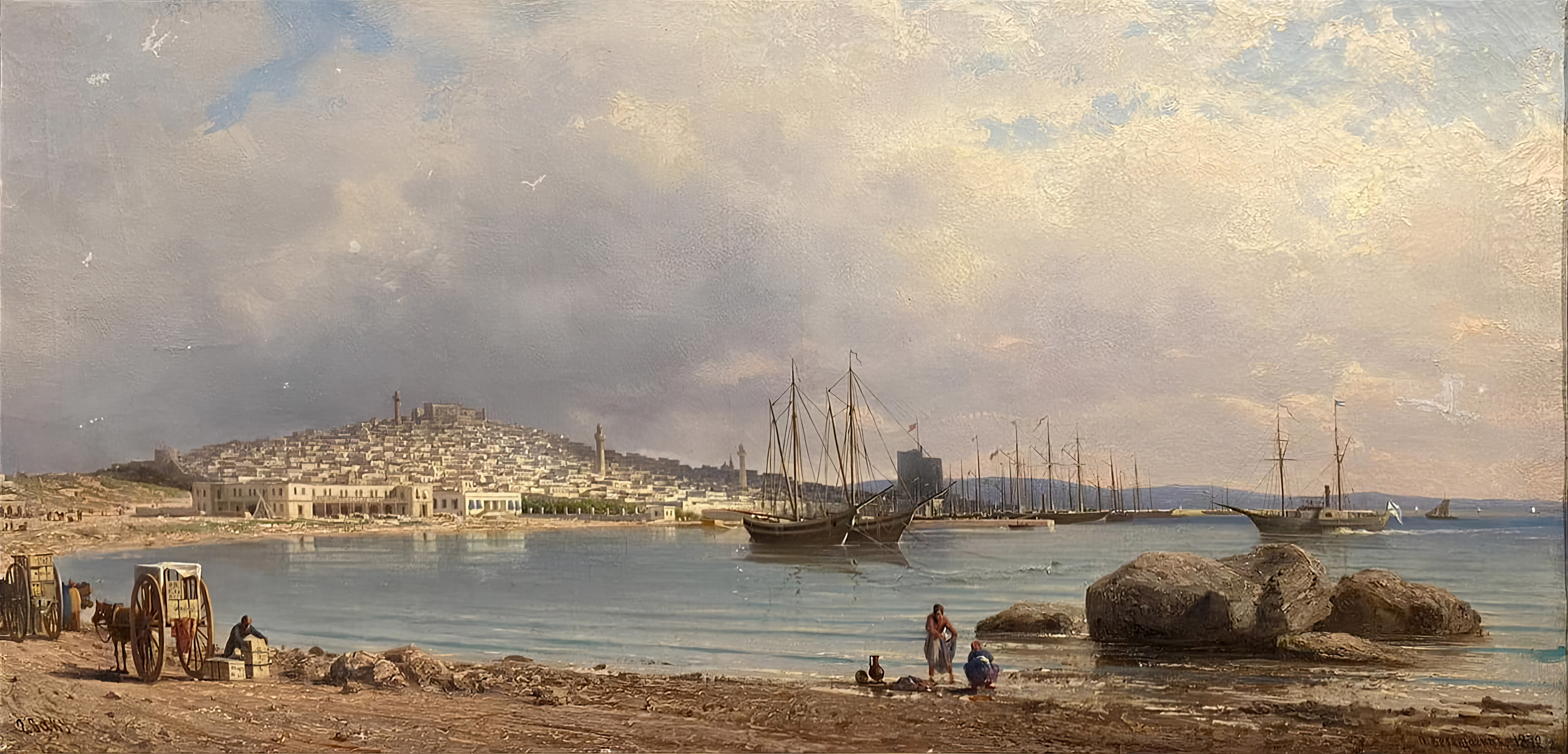
Pyotr Vereşşagin. "Baku view from the sea". 1872
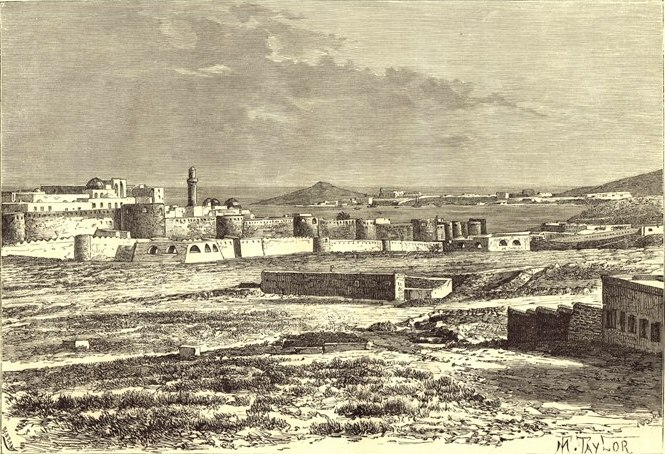
T. Teylor - Baku port və Bayıl, 1880-1881
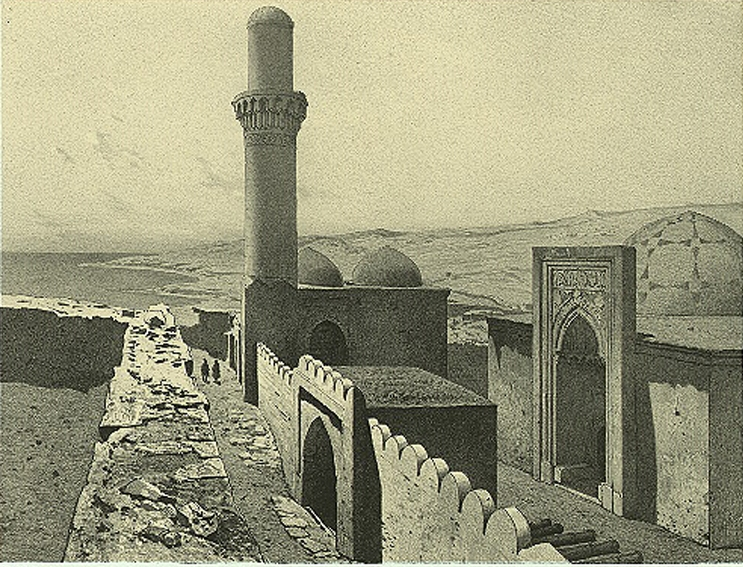
Grigory Gagarin - Khan Palace in Baku, 1847
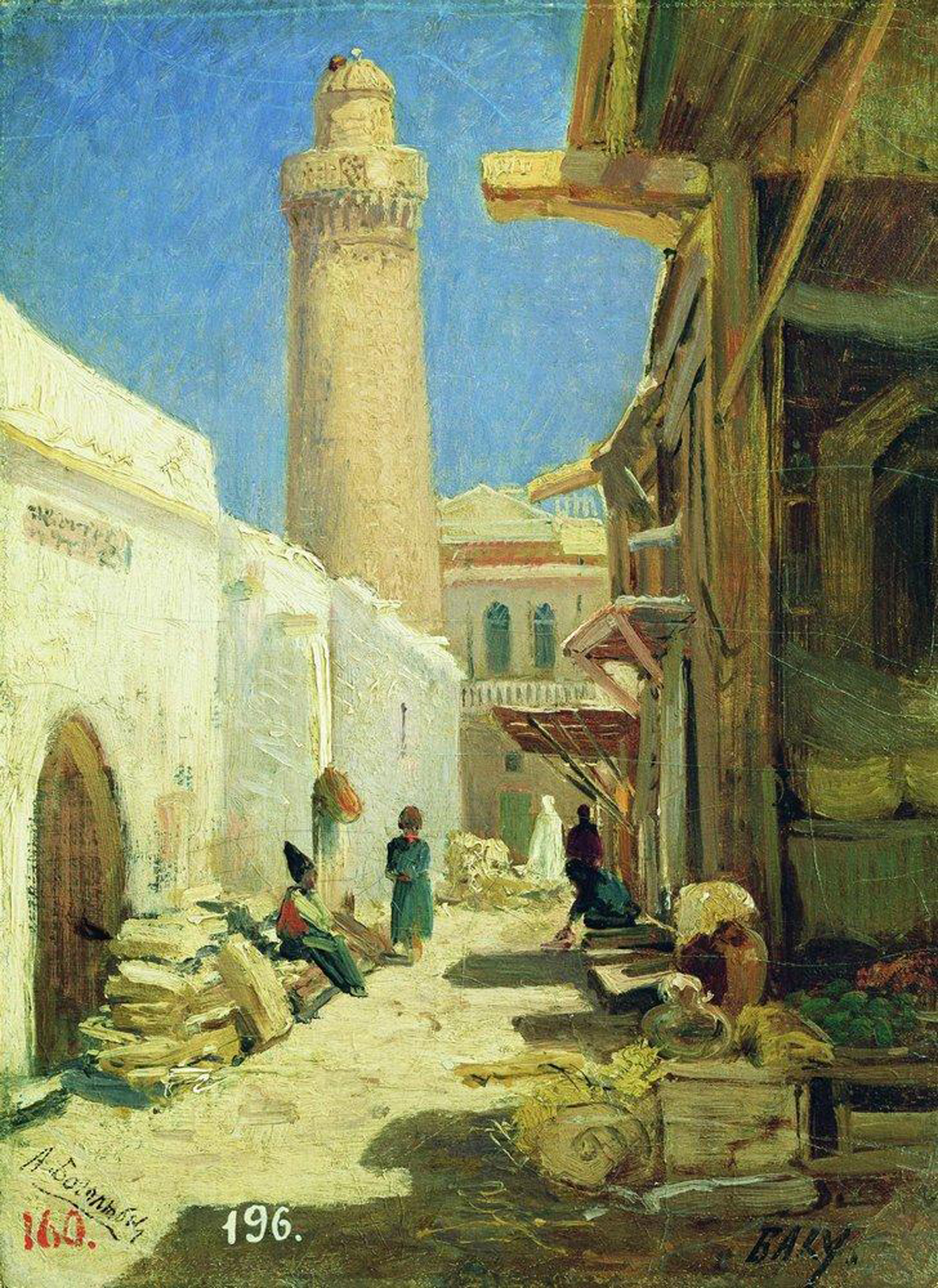
Aleksey Boqolyubov - Afternoon in Baku street, 1861